# Бијела табија
Бијела табија је кула на путу Дарива—Мошћаница, на источној висинској коти сарајевске котлине. Подигнута је на мјесту средњовјековне тврђаве, саграђене око 1550. године. Горњи дио Табије у крупним каменим блоковима настао је у аустроугарском периоду. Кула је била од великог значаја за одбрану града приликом напада аустријског принца Еугена Савојског у 17. вијеку, те аустроугарске војске 1878. године.
Бијела табија се налази унутар градитељске цјелине Стари град Вратник која је проглашена Националним спомеником Босне и Херцеговине.